# کانگوروی درختی طلایی‌پوش
کانگوروی درختی طلایی‌پوش (نام علمی: Dendrolagus pulcherrimus) کیسه‌داری از تیره درازپایان، سردهٔ کانگوروهای درختی است که در گینه نو یافت می‌شود. در سیاهه قرمز IUCN، این جانور در وضعیت در معرض انقراض طبقه‌بندی شده‌است.